# ديفون كيلي-إيفانز
ديفون كيلي-إيفانز (بالإنجليزية: Devon Kelly-Evans) هو لاعب كرة قدم بريطاني في مركز الوسط، ولد في 21 سبتمبر 1996 في كوفنتري في المملكة المتحدة. لعب مع نونيتون بورو ‏.

## وصلات خارجية
- ديفون كيلي-إيفانز على موقع قاعدة بيانات كرة القدم.إي يو (الإنجليزية)
- ديفون كيلي-إيفانز على موقع Soccerbase.com (لاعب) (الإنجليزية)
- ديفون كيلي-إيفانز على موقع Soccerway.com (الإنجليزية)